# Pierpaolo Sileri
Pierpaolo Sileri (Roma, 25 agosto 1972) è un politico italiano, dal 1º marzo 2021 al 22 ottobre 2022 sottosegretario di Stato al Ministero della salute nel governo Draghi.
È stato dal 13 settembre 2019 al 13 febbraio 2021 viceministro della salute nel governo Conte II, occupandosi delle misure di contrasto alla COVID-19.

## Biografia
Si laurea con lode in medicina e chirurgia nel 1998 presso l'Università degli Studi di Roma Tor Vergata, dove consegue la specializzazione in chirurgia dell'apparato digerente nel 2004 e un dottorato di ricerca in robotica e scienze informatiche applicate alla chirurgia nel 2005. Tra il 1998 e il 2005 perfeziona gli studi e avvia la carriera professionale con alcune esperienze negli Stati Uniti e nel Regno Unito. Inizia come "Visiting Research Fellow" presso l'Università di Pittsburgh, in Pennsylvania e poi trascorre tre anni a Chicago, presso l'Università dell'Illinois dove prima consegue il master in Scienze chirurgiche e poi viene promosso a "Instructor of Surgery" fino a conseguire il titolo di Adjunct Clinical Assistant Professor of Surgery. In Gran Bretagna, tra il 2003 e il 2005, lavora come chirurgo presso il John Radcliffe Hospital, a Oxford e insegna medicina e chirurgia generale all'Università di Oxford. Dal 2019 è professore ordinario di medicina presso l'Università Vita-Salute San Raffaele di Milano. Ha contribuito a 230 pubblicazioni scientifiche.

## Attività politica
Prima di candidarsi con il Movimento 5 Stelle, è stato un elettore di destra.
Alle elezioni politiche del 2018 viene eletto al Senato della Repubblica nel collegio uninominale di Roma-Collatino, sostenuto dal Movimento 5 Stelle, sconfiggendo di stretta misura la candidata del centro-destra Lavinia Mennuni. Il 21 giugno 2018 viene eletto Presidente della 12ª Commissione permanente Igiene e Sanità del Senato. Il 31 ottobre 2018 è nominato membro della Commissione parlamentare per l'infanzia e l'adolescenza del Senato.
Nel corso della XVIII legislatura ha presentato come primo firmatario un insieme di DDL inerenti: l'insegnamento dell'educazione sanitaria nella scuola, la donazione del corpo a fini di ricerca, la cura dell'endometriosi e la modifica dell'articolo 117 della Costituzione. Ha inoltre promosso l'istituzione della giornata nazionale della salute dell'uomo e quella per l'aderenza alla terapia, infine si è occupato di provvedimenti sull'autismo e della tutela dei pazienti stomizzati e incontinenti.
Il 16 settembre 2019 viene nominato viceministro della salute nel governo Conte II, mentre Roberto Speranza è titolare del dicastero.
Il 2 febbraio 2020 parte per Wuhan come coordinatore di un team di medici e infermieri nella missione che consentirà il rimpatrio di 56 connazionali italiani presenti nella città cinese colpita dalla COVID-19. Tuttavia, per problemi di salute, non fu possibile consentire il rimpatrio di un cittadino italiano che sarebbe ritornato in Italia il 15 febbraio 2020 con un volo dell'Aeronautica Militare a cui Sileri ha preso nuovamente parte.
Il 3 febbraio 2020 la Camera dei deputati approva, in via definitiva, il DDL AS733 a sua prima firma concernente "Norme in materia di disposizione del proprio corpo e dei tessuti post mortem a fini di studio, di formazione e di ricerca scientifica" definita dalla stampa "Legge Sileri".
Il 26 maggio 2020, a seguito di pressioni per tentativi di corruzione e minacce ricevute rispetto alla sua attività politica in particolare riguardo alla destinazione dei fondi pubblici per l'emergenza COVID-19, viene posto sotto tutela accompagnato da un agente della pubblica sicurezza.
Porta la sua firma il decreto siglato a ottobre 2020 per eliminare l'autorizzazione preventiva da parte del Ministero della salute alla pubblicità sanitaria dei profilattici. Il provvedimento ha l'obiettivo di incentivare la comunicazione in ambito di salute sessuale, per favorire soprattutto tra i giovani un approccio alla sessualità consapevole e guidato.
Nell'ambito della salute femminile, ha portato avanti fin dall'esperienza in Senato la proposta di un'adeguata ricerca scientifica e di una formazione specifica per i medici sul tema dell'endometriosi. Come viceministro ha firmato a novembre 2020 il riparto dei fondi (4 milioni di euro) per il 2020 e 2021 stanziati in legge di bilancio 2020.
Il 13 febbraio 2021, col giuramento del governo di Mario Draghi, cessa dalle funzioni di viceministro della salute.
Il 25 febbraio 2021 viene nominato sottosegretario alla salute nel nuovo governo Draghi.
Il 22 giugno 2022 abbandona il Movimento 5 Stelle iscrivendosi a Insieme per il futuro, soggetto nato da una scissione guidata dal ministro degli esteri Luigi Di Maio.
Fin dal momento della sua elezione in Parlamento e in molte occasioni nel corso del suo mandato governativo, ha sempre dichiarato che non si sarebbe ricandidato. Con la fine del governo Draghi torna alla sua attività di chirurgo e professore universitario.

## Altre informazioni

### L'esperienza nella gestione commissariale di Roma
Durante la gestione commissariale del comune di Roma, nel 2016, fa parte assieme a rappresentanti di Esercito, Guardia di Finanza, Carabinieri, Polizia di Stato, docenti universitari e magistrati, della «segreteria tecnica» del commissario Francesco Paolo Tronca.

### Il ricorso al TAR contro le nomine a Tor Vergata
Nel 2015 presenta un ricorso al TAR del Lazio per bloccare una procedura di nomina a chiamata diretta. Nel marzo 2017 il TAR riconosce i vizi della procedura e il Consiglio di Stato nel 2018 conferma l'annullamento della procedura. Questi eventi sono anche oggetto di un'inchiesta della procura di Roma che ha portato al rinvio a giudizio e al processo del Rettore, successivamente assolto con formula piena. In seguito a questi eventi fonda, assieme ad altri ricercatori e appartenenti al mondo accademico italiano, l'associazione "Trasparenza e Merito. L'Università che vogliamo".

## Onorificenze e riconoscimenti
Premio "Medicina Italia" conferito dall'associazione Ulisse 2000 per la meritevole attività in chirurgia del pavimento pelvico, Pescara, novembre 2018
Premio Internazionale Bonifacio VIII "...per una cultura della Pace", Città di Anagni, aprile 2021.
Premio "Cognitio et Vis" conferito da APICES, Fondazione Roma Europea, Istituto Italiano per l'Anticorruzione, Roma, giugno 2021. 
Premio "Efebo Città di Sutri", Sutri, agosto 2021.
Premio "Coraggio Emanuela Loi" IV edizione, Palermo, ottobre 2021.
Premio "Aquila D'oro International" XVI edizione dedicata al tema "A difesa del Bene Comune", Avezzano, ottobre 2021.
Premio Internazionale Nassiriya per la Pace, Marina di Camerota, novembre 2021.
Premio "Connessioni 2.0" all'interno della VIII edizione del Premio O.Ma.R per le malattie rare, Roma, dicembre 2021.
Premio "SHRO" conferito da Sbarro Health Research Organization per l'impegno attivo in questa difficile epoca pandemica, per la passione per la medicina, oltre a quella per la politica, Vico Equense, giugno 2022.
Premio "I marchigiani dell'anno", 31ª Edizione, ricevuto per l’intelligenza scientifica e per l’attento ragionamento nel contrasto all’epidemia COVID-19 e per la velocità nel prendere importanti e difficili decisioni per la tutela della salute pubblica", Senigallia, giugno 2022.
Premio "Volti della metropoli", Milano, 28 aprile 2023.
Premio Internazionale Scuola Medica Salernitana "Lumen et Magister" alla Carriera, Salerno, 2 dicembre 2024. 

## Opere principali
- Achille L. Gaspari, Pierpaolo Sileri (a cura di), Anal Fissure. Symptoms, Diagnosis and Treatment, New York, Nova Science Publishers, 2012, ISBN 9781612097169.
- Achille L. Gaspari, Pierpaolo Sileri (a cura di), Pelvic Floor Disorders. Surgical Approach, Milano, Springer Verlag Italia, 2014, ISBN 9788847054400.
- Alessandro Cecchi Paone e Pierpaolo Sileri, Covid segreto. Tutto quello che non sapete sulla pandemia, Roma, PaperFIRST, 2020, ISBN 9788831431156.